# Montana First Nation
Montana (Montana First Nation), jedna od manjih bandi ili 'nacija' Plains Cree Indijanaca naseljenih u kanadskoj provinciji Alberta, danas na rezervatima (reserves) Montana 139 i Pigeon Lake 138a. Pleme danas zastupa poglavica i plemensko vijeće koje se sastoji od 4 člana.
Plemensko središte je u gradiću Hobbema.